# Keckiella lemmonii
Keckiella lemmonii är en grobladsväxtart som först beskrevs av Asa Gray, och fick sitt nu gällande namn av Richard Myron Straw. Keckiella lemmonii ingår i släktet Keckiella och familjen grobladsväxter. Inga underarter finns listade i Catalogue of Life.